# 국립 가스미가오카 경기장

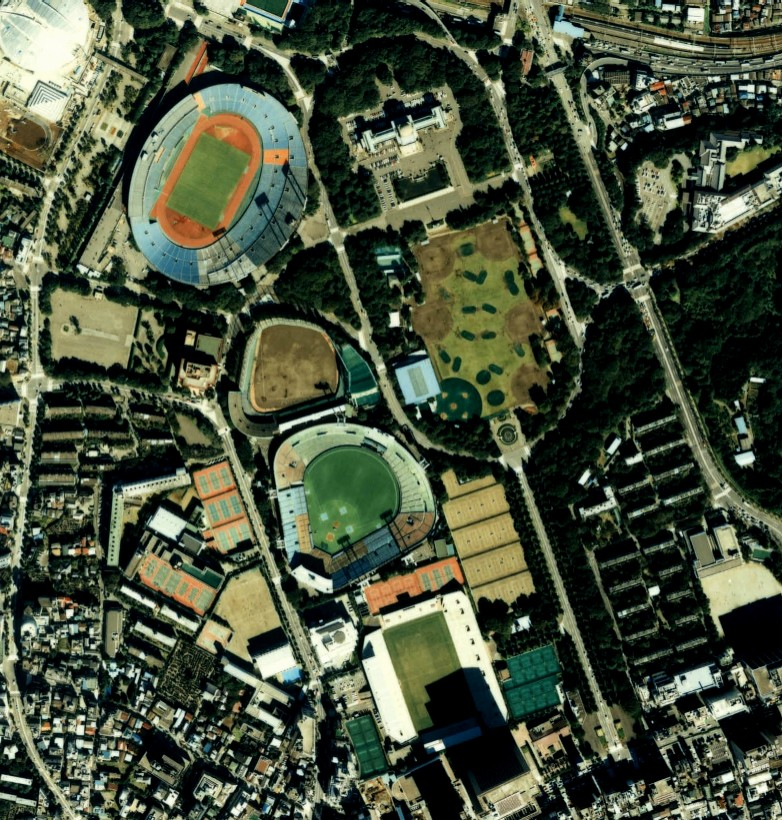
국립 가스미가오카 경기장의 항공 사진.

국립 가스미가오카 경기장(国立霞ヶ丘競技場은 도쿄도 신주쿠구와 미나토구에 걸친 스포츠 경기장 종합 단지이다.

## 시설
- 도쿄 국립경기장 (옛 국립 가스미가오카 육상 경기장)
- 지치부노미야 럭비장
- 체육관
- 수영장
- 트레이닝센터
- 테니스장

육상 경기장과 럭비장 사이에 종교법인 메이지 신궁 소유의 메이지 진구 야구장과 제2구장이 있다.